# Podișul Secașelor (sit SCI)
Podișul Secașelor este o arie protejată (sit de importanță comunitară — SCI) din România, desemnată în scopul protejării biodiversității și menținerii într-o stare de conservare favorabilă a florei spontane și faunei sălbatice, precum și a habitatelor naturale de interes comunitar aflate în arealul zonei protejate. Aceasta se întinde pe o suprafață de 7.004 ha, integral pe uscat.

## Localizare
Situl Podișul Secașelor se întinde pe teritoriile administrative ale județelor Alba (Alba Iulia, Berghin, Daia Română, Doștat, Ohaba, Șpring, Roșia de Secaș, Sebeș) Sibiu (Apoldu de Jos, Loamneș, Ludoș, Păuca). Centrul acestuia este situat la coordonatele 46°00′09″N 23°47′30″E / 46.002525°N 23.791728°E.

## Înființare
Aria naturală Podișul Secașelor (ROSCI0211) a fost declarată sit de importanță comunitară în decembrie 2007 pentru a proteja 11 specii faunistice și floristice aflate în arealul zonei. Situl include rezervația naturală Râpa Roșie.

## Biodiversitate
Situată în ecoregiunea continentală a Țării Secașelor, aria protejată  conține 9 de habitate naturale: Tufișuri subcontinentale peri-panonice, Pajiști rupicole calcaroase sau bazofile cu Alysso-Sedion albi, Pajiști stepice subpanonice, Pajiști aluviale ale văilor de râuri cu Cnidion dubii, Pajiști de altitudine joasă (Alopecurus pratensis, Sangiusorba officinalis), Stejăriș cu Galio-Carpinetum, Păduri aluviale cu Alnus glutinosa și Fraxinus excelsior (Alno-Padion, Alnion nicanae, Salicion albae), Vegetație de silvostepă eurosiberiană cu Quercus spp. și Păduri dacice de stejar și carpen.
La baza desemnării sitului se află 6 specii de animale și 5 specii de plante ocrotite la nivel european sau aflate pe lista roșie a IUCN:  
- nevertebrate:  croitor cenușiu (Morimus asper funereus), fluturele țestos (Nymphalis vaualbum), albăstrelul transilvan (Pseudophilotes bavius), Catopta thrips, Euplagia quadripunctaria, fluturele de muștar (Leptidea morsei),
- plante: clopțelul cu frunze de crin (Adenophora lilifolia), târtan (Crambe tataria), papucul doamnei (Cypripedium calceolus), rățișoare (Iris aphylla subsp. hungarica), capul șarpelui (Pontechium maculatum subsp. maculatum). [4]

Pe lângă speciile aflate la baza desemnării sitului, pe teritoriul acestuia a mai fost identificate 3 specii din flora spontană a României, protejate prin Directiva Consiliului European 92/43/CE (anexa I-a) din 21 mai 1992 (privind conservarea habitatelor naturale și a speciilor de faună și floră sălbatică).; astfel: cârcel (Ephedra distachya), răchitan (Lythrum hyssopifolia) și prunus (Prunus tenella).